# Memoriał Alfreda Smoczyka 1994

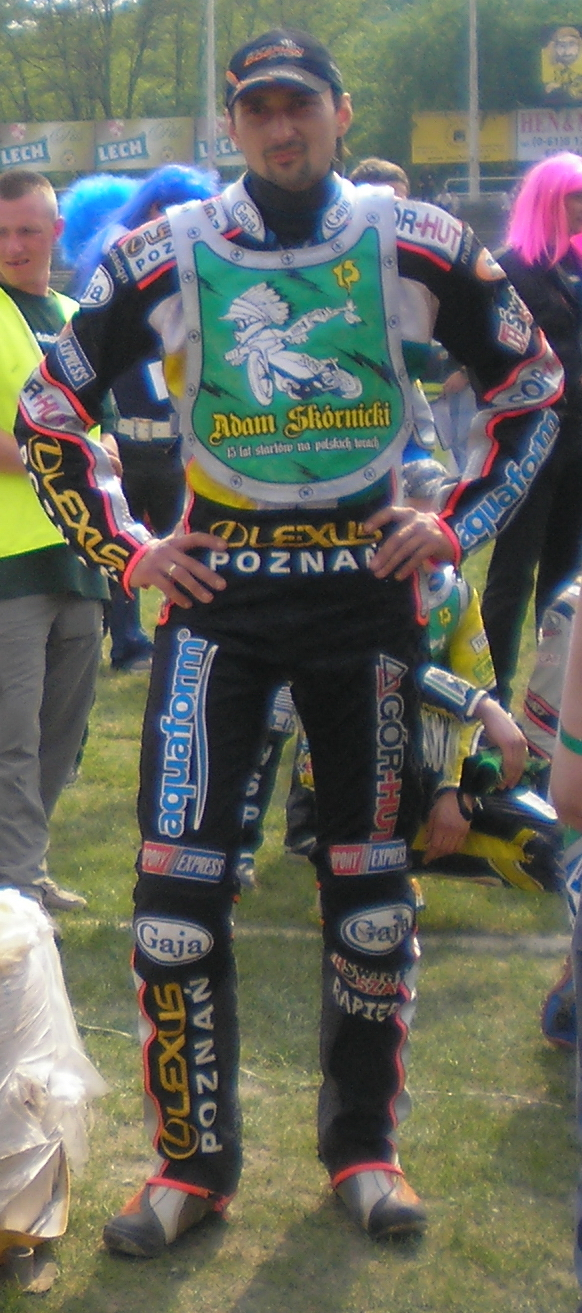
Rafał Dobrucki

XLIV Memoriał Alfreda Smoczyka odbył się 1 października 1994 r. Wygrał wychowanek pilskiej Polonii Rafał Dobrucki.

## Wyniki
- 1 października 1994 r. (sobota), Stadion im. Alfreda Smoczyka (Leszno)
- Najlepszy Czas Dnia: Tomasz Gollob – w 13 wyścigu oraz Adam Łabędzki – w 20 wyścigu – 65,0 sek

| Msc. | Zawodnik                | Klub                  | Pkt |             |  |
| ---- | ----------------------- | --------------------- | --- | ----------- |  |
| 1    | (12) Rafał Dobrucki     | Polonia Piła          | 14  | (3,3,3,2,3) |  |
| 2    | (2) Rif Saitgariejew    | Iskra Ostrów Wlkp.    | 13  | (3,3,2,3,2) |  |
| 3    | (1) Tomasz Gollob       | Polonia Bydgoszcz     | 12  | (2,3,1,3,3) |  |
| 4    | (8) Jacek Gollob        | Polonia Bydgoszcz     | 11  | (2,2,3,2,2) |  |
| 5    | (5) Adam Łabędzki       | Unia Leszno           | 10  | (3,2,0,2,3) |  |
| 6    | (15) Andrzej Huszcza    | Morawski Zielona Góra | 9   | (3,3,1,2,0) |  |
| 7    | (9) Sławomir Drabik     | Włókniarz Częstochowa | 7   | (0,d,1,3,3) |  |
| 8    | (10) Piotr Świst        | Stal Gorzów Wlkp.     | 7   | (2,1,0,3,1) |  |
| 9    | (14) Roman Jankowski    | Unia Leszno           | 7   | (1,2,2,0,2) |  |
| 10   | (11) Jan Krzystyniak    | Polonia Piła          | 6   | (1,0,3,1,1) |  |
| 11   | (3) Adam Fajfer         | Start Gniezno         | 5   | (1,2,0,0,2) |  |
| 12   | (7) Janusz Stachyra     | Włókniarz Częstochowa | 5   | (1,1,1,1,1) |  |
| 13   | (4) Robert Sawina       | Wybrzeże Gdańsk       | 4   | (0,0,3,1,0) |  |
| 14   | (16) Robert Mikołajczak | Unia Leszno           | 4   | (2,1,0,1,0) |  |
| 15   | (13) Jacek Rempała      | Unia Tarnów           | 4   | (w,1,2,0,1) |  |
| 16   | (6) Dariusz Łowicki     | Unia Leszno           | 2   | (0,0,2,0,0) |  |
|      | rez. Adam Skórnicki     | Unia Leszno           | ns  |             |  |
|      | rez. Damian Baliński    | Unia Leszno           | ns  |             |  |

Bieg po biegu
1. (66,7) Saitgariejew, T. Gollob, Fajfer, Sawina
2. (66,1) Łabędzki, J. Gollob, Stachyra, Łowicki
3. (65,6) Dobrucki, Świst, Krzystyniak, Drabik
4. (66,3) Huszcza, Mikołajczak, Jankowski, Rempała (w/su)
5. (65,1) T. Gollob, Łabędzki, Rempała, Drabik (d/4)
6. (65,2) Saitgariejew, Jankowski, Świst, Łowicki
7. (66,1) Huszcza, Fajfer, Stachyra, Krzystyniak
8. (65,7) Dobrucki, J. Gollob, Mikołajczak, Sawina
9. (65,7) Krzystyniak, Łowicki, T. Gollob, Mikołajczak
10. (65,4) Dobrucki, Saitgariejew, Huszcza, Łabędzki
11. (65,4) J. Gollob, Jankowski, Drabik, Fajfer
12. (66,6) Sawina, Rempała, Stachyra, Świst
13. (65,0) T. Gollob, Dobrucki, Stachyra, Jankowski
14. (65,6) Saitgariejew, J. Gollob, Krzystyniak, Rempała
15. (66,0) Świst, Łabędzki, Mikołajczak, Fajfer
16. (66,3) Drabik, Huszcza, Sawina, Łowicki
17. (66,5) T. Gollob, J. Gollob, Świst, Huszcza
18. (65,1) Drabik, Saitgariejew, Stachyra, Mikołajczak
19. (67,4) Dobrucki, Fajfer, Rempała, Łowicki
20. (65,0) Łabędzki, Jankowski, Krzystyniak, Sawina
21. Bieg o Puchar Edmunda Wojciechowskiego (67,5) Dobrucki, Mikołajczak, Fajfer
22. Bieg o Puchar Royal (67,5) T. Gollob, Saitgariejew, Dobrucki, J. Gollob